# Tal der Wölfe – Gladio
Tal der Wölfe – Gladio (Originaltitel: Kurtlar Vadisi Gladio) ist ein Actionfilm des türkischen Regisseurs Sadullah Şentürk. Es ist der dritte Film der Tal-der-Wölfe-Reihe. Deutscher Kinostart war am 19. November 2009.

## Handlung
Der ehemalige Geheimdienstmann Iskender Büyük, nun im Ruhestand, wird aufgrund mehrerer ungeklärter Vorfälle in seiner tatenreichen Vergangenheit angeklagt; als Verteidigerin fungiert die unerfahrene Anwältin Ayşe. Büyük, enttäuscht über die Illoyalität seiner ehemaligen Auftraggeber, die nun schweigen, gibt daher Auskunft über das Geschehene, legt Verstrickungen von türkischer Politik, Justiz, offiziell inexistenten türkischen Geheimdiensten, US-amerikanischen Einflüssen und Terrorismus offen. Die (historische) Geheimorganisation „Gladio“ spielt dabei eine zentrale Rolle, was die Öffentlichkeit aufwühlt und Vorfälle der Vergangenheit in neuem Licht erscheinen lässt.
Büyük, der seinen eigenen Rache-Interessen folgt, gelingt es, durch seine Aussagen den Vizechef der Organisation aus dem Gefängnis zu bekommen. Gemeinsam mit ihm deckt er für die Türkei schockierende Wahrheiten auf und kämpft gegen die Hintermänner, was aber die Verschwörung nur um eine weitere Verwicklung bereichert.
Der Film arbeitet dabei mit Versatzstücken echter politischer und geschichtlicher Hintergründe, die in der Türkei als „Tiefer Staat“ bekannt geworden und bis heute nicht vollständig aufgeklärt sind.

## Kritik
Im film-dienst kritisierte Bernd Buder den Film, der historische Fakten um die (1990 aufgelöste) italienische Stay-behind-Organisation Gladio mit Spekulation vermische, vor allem wegen seines „sehr ermüdenden ‚Einer-gegen-alle‘-Plots“.

## Hintergrund
Mit Filmstart begann im türkischen Fernsehen auch eine neue Staffel der gleichnamigen Fernsehserie.